# Joseph Diaz (athlétisme)
Pour les articles homonymes, voir Joseph Diaz et Diaz.
Joseph Diaz, né le 25 novembre 1969, est un athlète sénégalais.

## Palmarès
| Date | Compétition            | Lieu     | Résultat | Épreuve   | Performance |
| ---- | ---------------------- | -------- | -------- | --------- | ----------- |
| 1987 | Jeux africains         | Nairobi  | 3e       | 4 x 100 m | (séries)    |
| 1988 | Championnats d'Afrique | Annaba   | 3e       | 4 x 100 m | 39 s 66     |
| 1990 | Championnats d'Afrique | Le Caire | 2e       | 4 x 100 m | 40 s 5      |
| 1991 | Jeux africains         | Le Caire | 2e       | 4 x 100 m | 40 s 0      |